# Гејсерих
Гејсерих (лат. Geisericus, умро 25. јануара 477. године), понекад нетачно називан и Гензерих, био је краљ Вандала и Алана од 428. до 477. године и оснивач Вандалске краљевине у северној Африци. Најпознатији је по чувеној пљачки Рима 455. коју су Вандали извели и која је крајем 18. века послужила као основа за термин вандализам којим се означава свако прекомерно пљачкање и уништавање, нарочито уметничких дела. Уз Атилу и Одоакара, историјски Гејсерих спада у једног од најзнаменитијих варварских владара чији су војни походи и њихове последице довеле до нестанка Западног римског царства 476. године.

## Долазак на престо
Гејсерих је био син краља Вандала Хаздинга Годигисела и једне робиње. Након пада са коња у младости остао је хром, тако да се у литератури понекад назива и Гејсерих Хроми. Историчар Јорданес, који је живео средином 6. века, записао је да је Гејсерих био човек дубоких мисли и ретких речи, страшан у гневу, похлепан за пленом, лукав у придобијању варвара и способан у сејању неслоге која је будила непријатељства.
Годигисел је превео Хаздинге из Норика и Реције на Рајну, а његов легитимни син, Гејсерихов полубрат, Гундерих је уз помоћ Алана 31. децембра 406. прешао залеђену реку и упао у римску Галију. После неколико година лутања, Вандали, Свеви и Алани су између себе поделили западни део римске Хиспаније. Међутим, за разлику од Визигота или Франака, који су као римски савезници насељавани на територију Царства, ни један од народа који је 406. прешао Рајну није успео да склопи уговор и трајни мир са Римљанима. Због тога су трпели сталне нападе Римљана и њихових савезника и у рату 416—418. Вандали Силинзи су буквално истребљени, док су Алани жестоко поражени те су преживели побегли Гундериху и затражили његову заштиту. Као титуларни краљ Вандала и Алана, Гундерих је после 422. морао да се повуче у провинцију Бетику на самом југозападу Пиринејског полуострва одакле је почео да планира даљу сеобу у северну Африку. Каснија традиција вели да је Вандале у римску Африку у ствари позвао одметнути војсковођа Бонифације који је желео да их употреби као најамнике у својој борби са западноримским двором у Равени. Било како било, Гундерих је умро 428. након освајања града Хиспалиса (данашње Севиље) и затим га је наследио Гејсерих. Византијски историчар Прокопије из Цезареје, такође аутор 6. века, доцније је забележио како је Гејсерих у ствари убио свог брата. Оно што се свакако може узети за историјску истину је да је Гејсерих, након преласка у Африку, побио удовицу свог претходника и његове синове.

## Освајање Африке
Пре поласка у Африку, Гејсерих је спровео студиозне припреме и наредио је да се изврши попис свих мушких глава без обзира на године и друштвени статус. По епископу Виктору из Вите, који је писао крајем 5. века, међу Гејсериховим поданицима било је укупно 80.000 мушкараца, од чега, по данашњим проценама, око 15-20.000 је отпадало на ратнике . Пребацивање тако бројне војске, праћене још већим бројем небораца, представљало је прави подвиг за оно време. Највероватније је да је Гејсерих, почев од маја 429. организовао превоз од Тарифе, близу данашњег Гибралтара, до Тингиса, данашњег Тангера у Мароку. Између два града и две медитеранске обале је свега 63 km раздаљине и и римски бородови су ту раздаљину могли прелазити неколико пута дневно. Поред тога, Гејсерих је за искрцавање изабрао удаљени Тингис, главни град римске провинције Мавретаније Тингитане (Mauretania Tingitana) која је технички била под управом викарија Хиспаније. Пошто је у Хиспанији владала велика пометња и дезорганизација, а како је управник Тингитане имао највише 5-7000 војника под својом командом, Гејсерих је успешно превео Вандале и Алане на афричку страну Гибралтарског мореуза . .
Како је напредовало напредовање Гејзерихових људи према истоку, ка најбогатијим крајевима римске Африке, извори не бележе подробније. У близини Хипона Регијског (данас Анаба у Алжиру), неких 2000 km од места искрцавања, Вандали и Алани су у јуну 430. поразили Бонифација који се потом повукао у град. Гејсерих је затим опсео Хипон који је издржао опсаду све до јула 431. године, али је остао без свог епископа Августина који је преминуо током опсаде 28. августа 430. године. Губитак Африке, једне од најбогатијих провинција Западног царства и житнице Италије, био је велики ударац за Валентинијана III. Зарад обрачуна са Гејсерихом, Валентинијан се обратио за помоћ свом источном савладару Теодосију II који је послао у помоћ бројну војску на челу са војсковођом Аспаром. Из Картагине Аспар је изгледа успешно ратовао са варварима и Гејсерих је 11. фебруара 435. године прихватио мировни споразум којима су Вандалима и Аланима препуштене провинција Мавретанија и део Нумидије. Уговор је ипак сачувао Римљанима већи део Нумидије и две најкултивисаније северноафричке провинције Африку Проконзуларис и Бизанцену.
Како је Западноримско царство у исто време морало да води ратове и са Визиготима и Бургундима, градска посада Картагине је вероватно сведена на најскромнију меру. У октобру 439. Гејсерихови људи су упали у преостали део римске Африке и 19. октобра освајање је окончано падом Картагине. На пролеће 440. Гејсерих је опремио сјајну флоту, опљачкао Сардинију и заузео неколико упоришта на Сицилији. Поново су Гејсерихове акције изазвале заједничку акцију Источног и Западног царства и у пролеће 441. на Сицилији се окупила флота од око 1 100 бродова која је требало да превезе војнике, коње и залихе у северну Африку. Пре него што је почела сезона пловидбе, царска војска се разишла необављеног посла пошто су Источном царству озбиљно запретили Хуни. Гејсерих, кога је у јеку припрема римски сенат 440. прогласио за јавног непријатеља, сада је признат за савезника и пријатеља римског народа. Нови споразум из 442. је препустио Африку Проконзуларис, Бизанцену и источну Нумидију варварском краљу, док је Западном царству враћена Мавретанија и западна Нумидија. Гејсерих се заузврат морао да пошаље најстаријег сина Хунериха у Равену као таоца и да плаћа Римљанима данак у житарицама.

## Поход на Рим
Супротно обичајима, Хунерих, иако званично само талац са једног варварског двора, је верен са Валентинијановом ћерком Еудокијом. Био је то први случај да је римска царска породица добровољно прихватила брачно повезивање са једном варварском династијом. Било како било, није познато када се и како Хунерих вратио оцу. Зна се само да је доцније ожењен визиготском принцезом, чије нам име није остало сачувано, ћерком краља Теодориха I. Међутим, захваљујући Аецијевим сплеткама, Теодорихова кћи је набеђена да је покушала да отрује свог свекра Гејсериха. Кажњена је одсецањем носа и ушију и затим је тако осакаћена враћена оцу, а Аеције је остварио циљ да поново распали старо непријатељство између владара Визигота и Вандала.